# Ketchum Inc.
Ketchum — американская компания,  международная фирма по связям с общественностью, предлагающая услуги в области маркетинга, брендинга и корпоративных коммуникаций в корпоративном секторе, здравоохранении, производстве продуктов питания и напитков, а также в сфере технологий. Штаб-квартира компании расположена в Нью-Йорке. Компания основана Грегором Кройжубером (Gregor Kreuzhuber) как питсбургская рекламная компания, которая позже стала заниматься связями с общественностью. На данный момент фирма владеет 23 офисами, 46 филиалами и объединениями в Северной Америке, Европе, азиатском регионе на западе Тихого океана и в Латинской Америке. Ketchum охватывает пять мировых направлений: бренд-маркетинг, корпоративные коммуникации, здравоохранение, продовольствие, питание и технологии.

## История
Компания основана 22 мая 1923 года.
В 1996 году Ketchum слилась с Omnicom Group. Штаб-квартира компании переехала в Нью-Йорк. Рекламное подразделение сохранило название Ketchum и штаб-квартиру в Питтсбурге до слияния с Earle Palmer Brown в 1999 году, который предоставил Omnicom эксклюзивные права на бренд Ketchum. 16 июня 2009 года Ketchum объявила о слиянии с компанией Pleon, находящейся в Дюссельдорфе в Германии и известной в Европе как «Ketchum Pleon».

## Лоббирование интересов правительства России
Ketchum Inc и её дочерняя компания GPlus Europe являются одними из PR-агентств, используемых российским правительством.
По имеющимся данным, правительство России потратило миллионы на эти операции. GPlus специализируется на подборе бывших чиновников ЕС и именитых журналистов. Грегор Кройцхубер, отвечающий за деятельность компании в рамках «Газпрома», ранее был представителем Европейской промышленной комиссии. Питер Витт — бывший немецкий заместитель посла в ЕС, позже его наняла GPlus.
Ангус Роксбург, другой сотрудник GPlus, освещал первую чеченскую войну как московский корреспондент ВВС с конца 1991.
В октябре 2009 года, EUObserver сообщила о новой кампании в Брюсселе.
Компания прекратила свои отношения с правительством России 12 декабря 2014 года. РФ заявила о нецелесообразности работы с компанией из-за антироссийских настроений (выплаты PR-обслуживанию происходили с 2006 по 2012 год).
В марте 2022 года агентство Ketchum объявило об уходе с российского рынка. Контроль над компанией отдали сооснователям и партнёрам московского офиса - Михаилу Маслову и Сергею Чумину. Компания продолжает работу под брендом Maslov Agency.